# Доня Сандовал
Доня Сандовал (на испански: La Doña) e испаноезична теленовела създадена през 2016/17 година от Telemundo в САЩ. Теленовелата е римейк на колумбийската теленовела „Доня Барбара“ (2008 г.).

## Сюжет
Като малка Алтаграсия губи родителите си и годеника в жестоко престъпление, а по-късно става и жертва на насилие. Тези ужасяващи събития я превръщат в коравосърдечна и амбициозна жена. Единственото ѝ желание е да управлява империя от успешен бизнес, служеща за инструмент за раздаване на безмилостно правосъдие. Без да очаква обаче това ще я отведе до непознати и плашещи за нея чувства – любовта дъщеря ѝ Моника и силното приличане към Саул Агире

## Актьорски състав
- Арасели Арамбула – Алтаграсия Сандовал Рамос „Шефката"
- Давид Чокаро – Саул Агире[2]
- Дана Паола – Моника Ернандес[3]
- Ребека Джоунс – Йесения Сандовал[4]
- Одисео Бичир – Ласаро Ернандес
- Габриела Роел – Асусена Агире
- Андреа Марти – Рехина Сандовал Рамос
- Карлос Торес – Фелипе Валенсуела
- Хуан Риос Канту – Рафаел Кабрал
- Диего Солдано – Даниел Ямас
- Даниела Бескопе – Валерия Пуертас де Падиля[5]
- Маурисио Исаак – Хустино Лопес „Лопесито“
- Фатима Молина – Лидия Корона
- Хосе Мария Галеано – Браулио Падиля
- Ванеса Рестрепо – Химена Урданета
- Хуан Карлос Ремолина – Мигел Пресиадо
- Мария дел Кармен Феликс – Летисия Кабрал
- Мануел Блехерман – Полковник Алехандро Сеспедес
- Майра Сиера – Карен Веларде
- Естебан Соберанес – Франсиско Вега
- Симон Виктория – Магдалена Санчес
- Гаво Вигейра – Хорхе Мойа
- Роберто Кихано – Габино Домингес
- Клаудио Рока – Д-р Адолфо Мендоса
- Акилес Сервантес – Матаморос
- Рене Гарсия – Гилермо Контрерас
- Марио Моран – Емилиано Кабрал
- Мишел Олвера – Исабела Сандовал
- Лео Делуглио – Диего Падиля
- Хисел Кури – Маргарита Васкес
- Гонсало Гусман – Маркос Белтран
- Рафаел Санчес Наваро – Хайме Агире
- Хералдин Синат – Г-жа Сандовал
- Хилберто Бараса – Хуан Пабло „Заекът“
- Барбара Мендес – Елена Лопес
- Нени Лакайо – Амалия Вега
- Мауро Сачес Наваро – Мануел Боргес
- Алберто Павон – Тригве де Вера
- Алехандро де ла Роса – Раул Ибара
- Фидел Гариага – Хулиан Пинягуа
- Лион Багнис – Сесар Отеро
- Паулина Матос – Алтаграсия Сандовал Рамос (млада)
- Естефания Копола – Рехина Сандовал Рамос (млада)
- Патрисия Рейес Спиндола – Флоренсия Молина
- Давид Сепеда – Хосе Луис Наварете

## Сезони
| Сезон | Сезон | Епизоди | Оригинално излъчване | Оригинално излъчване |
| Сезон | Сезон | Епизоди | Премиера             | Финал                |
| ----- | ----- | ------- | -------------------- | -------------------- |
|       | 1     | 120     | 29 ноември 2016      | 1 май 2017           |
|       | 2     | 75      | 13 януари 2020       | 27 април 2020        |

## В България
В България първи сезон на сериала стартира на 20 октомври 2018 г. по Диема Фемили и завършва на 16 юни 2019 г. Ролите се озвучават от Даниела Йорданова, Петя Миладинова, Елисавета Господинова, Васил Бинев, Георги Георгиев – Гого и Здравко Методиев.